# Bernard de Pardiac
Pour les articles homonymes, voir Bernard d'Armagnac et Bernard VIII.
Bernard VIII d'Armagnac, né le 26 mars 1400, mort le 4 mai 1462 fut comte de Pardiac, vicomte de Carlat et de Murat, seigneur de Chissay, de Civray, Gençay, de Melle et de Séverac et par mariage comte de la Marche, comte de Castres et duc de Nemours.

## Biographie
Bernard VIII est le fils de Bernard VII, comte d'Armagnac et de Pardiac, et de Bonne de Berry. Il fit assassiner le maréchal de France Amaury de Sévérac sur ordre de son frère Jean IV d'Armagnac à Gages en 1427. En 1429, par son mariage avec Éléonore de Bourbon, il obtient les titres de comte de la Marche, comte de Castres et duc de Nemours.
C'est l'un des compagnons d'armes de Jeanne d'Arc, combattant de la guerre de Cent Ans, et on le retrouve à la Bataille de Patay le 18 juin 1429. Le roi Charles VII le fait lieutenant général de la Marche et gouverneur du Limousin en 1441, puis lieutenant général de Languedoc et de Roussillon en 1461. Il fut précepteur du dauphin Louis, futur Louis XI.
Le 30 juin 1451, lorsque Bordeaux remet ses clés au commandant français Dunois, Bernard VIII est présent lors de la procession dans les rues de la ville, aux côtés des comtes d'Angoulême, Clermont et Vendôme.

## Réputation
Bon chevalier, homme pieux et politique sage. Voilà les qualités que l'on lui reconnait lorsqu'il prend en main l'éducation du dauphin[réf. nécessaire].

## Mariage et postérité
Il épouse en 1429 Éléonore de Bourbon (Burlada 7 septembre 1407 † 1471), duchesse de Nemours et comtesse de la Marche, fille de Jacques II de Bourbon, roi consort de Naples, comte de la Marche et de Castres, et de Béatrice de Navarre, fille du roi Charles III de Navarre.
Elle hérite en 1438.
Ils eurent:
- Bienheureuse Bonne d'Armagnac (1434 - 1462), qui vécut à Carlat de 1434 à 1455
- Jacques (1437 - 1477), duc de Nemours
- Catherine (1438 - 1503), religieuse puis abbesse (1499) des clarisses d'Amiens
- Jean (1439 - 1493), abbé d'Aurillac et évêque de Castres

## Source
- (en) Cet article est partiellement ou en totalité issu de l’article de Wikipédia en anglais intitulé « Bernard d'Armagnac, Count of Pardiac » (voir la liste des auteurs).